# Benito Archundia
Benito Archundia (ur. 21 marca 1966) – meksykański sędzia międzynarodowy. Jest jednym z najdłużej sędziujących arbitrów, który uczestniczył na Mistrzostwach Świata w Niemczech. Jego kariera sędziowska trwa od: 1 stycznia 1993 – międzynarodowa: od 28 maja 1994 roku (mecz: USA – Grecja) i zahacza o: Igrzyska Olimpijskie w Atlancie, Copa América 1999, Puchar Konfederacji z 2001 roku, Igrzyska Olimpijskie w Sydney. Sędziował również mecz: São Paulo FC – Liverpool w 2005 roku, który był finałem Klubowych Mistrzostw Świata, a także jeden mecz Polaków (reprezentacja do lat 17) z 1 września 1993 roku z Nigerią.